# Margarellinae
Margarellinae is een onderfamilie van weekdieren uit de klasse van de Gastropoda (slakken).

## Geslacht
- Margarella Thiele, 1893